# Watson Lake Airport
Watson Lake Airport är en flygplats i Kanada. Den ligger i den centrala delen av landet, 3 800 km väster om huvudstaden Ottawa. Watson Lake Airport ligger 687 meter över havet. Den ligger vid sjön Watson Lake.
Terrängen runt Watson Lake Airport är platt åt sydväst, men åt nordost är den kuperad. Runt Watson Lake Airport är det glesbefolkat, med 8 invånare per kvadratkilometer.. Närmaste större samhälle är Watson Lake, 8,6 km sydost om Watson Lake Airport. 
I omgivningarna runt Watson Lake Airport växer i huvudsak barrskog.